# 와인을 딸 시간
《와인을 딸 시간》(영어: Uncorked)은 2020년에 넷플릭스에서 방영한 미국의 영화이다.

## 출연

### 주연
- 마머두 아체이: 일라이저 역
- 코트니 B. 밴스: 루이스 역

### 조연
- 맷 맥고리: 하바드 역
- 니시 내시: 실비아 역
- 사샤 콤페어: 타냐 역